# Beam of Light
BEAM OF LIGHT – drugi album studyjny japońskiego zespołu ONE OK ROCK, wydany 28 maja 2008 roku. Album osiągnął 17 pozycję w rankingu Oricon i pozostał na listach przebojów przez 6 tygodni. Sprzedano 13 629 egzemplarzy.

## Lista utworów
| Nr | Tytuł                                                  | Słowa | Kompozycja     | Czas |
| -- | ------------------------------------------------------ | ----- | -------------- | ---- |
| 1. | "Hitsuzen Maker" (jap. 必然メーカー Hitsuzen Mēkā)     | Taka  | Toru/Taka      | 3:30 |
| 2. | "Melody Line no shibōritsu" (jap. Melody Lineの死亡率) | Taka  | Toru/Taka      | 3:44 |
| 3. | "100%(hundred percent)"                                | Taka  | Toru/Taka      | 3:06 |
| 4. | "Abduction-Interlude"                                  |       | Alex           | 1:45 |
| 5. | "San-san Dama" (jap. 燦さん星)                         | Taka  | Taka           | 3:58 |
| 6. | "Kōbō" (jap. 光芒)                                     | Taka  | Taka           | 3:28 |
| 7. | "Crazy Botch"                                          | Taka  | Toru/Alex/Taka | 3:54 |
| 8. | "Yap"                                                  | Taka  | Taka           | 2:47 |